# Yevgueni Redkin
Yevgueni Leonídovich Redkin –en ruso, Евгений Леонидович Редькин– (Janti-Mansisk, 2 de febrero de 1970) es un deportista ruso que compitió para la URSS en biatlón.
Participó en los Juegos Olímpicos de Albertville 1992, obteniendo una medalla de oro en la prueba individual. Ganó una medalla de oro en el Campeonato Mundial de Biatlón de 1992 y una medalla de bronce en el Campeonato Europeo de Biatlón de 1994.

## Palmarés internacional
| Representando al Equipo Unificado |                         |                   |            |
| Juegos Olímpicos                  |                         |                   |            |
| Año                               | Lugar                   | Medalla           | Prueba     |
| 1992                              | Albertville (Francia)   | Medalla de oro    | Individual |
| Representando a la CEI            |                         |                   |            |
| Campeonato Mundial                |                         |                   |            |
| Año                               | Lugar                   | Medalla           | Prueba     |
| 1992                              | Novosibirsk (Rusia)     | Medalla de oro    | Equipo     |
| Representando a Rusia             |                         |                   |            |
| Campeonato Europeo                |                         |                   |            |
| Año                               | Lugar                   | Medalla           | Prueba     |
| 1994                              | Kontiolahti (Finlandia) | Medalla de bronce | Relevos    |